# Lohn Bier
Lohn Bier é uma cervejaria brasileira, localizada em Lauro Müller, Santa Catarina, fundada em 2014.

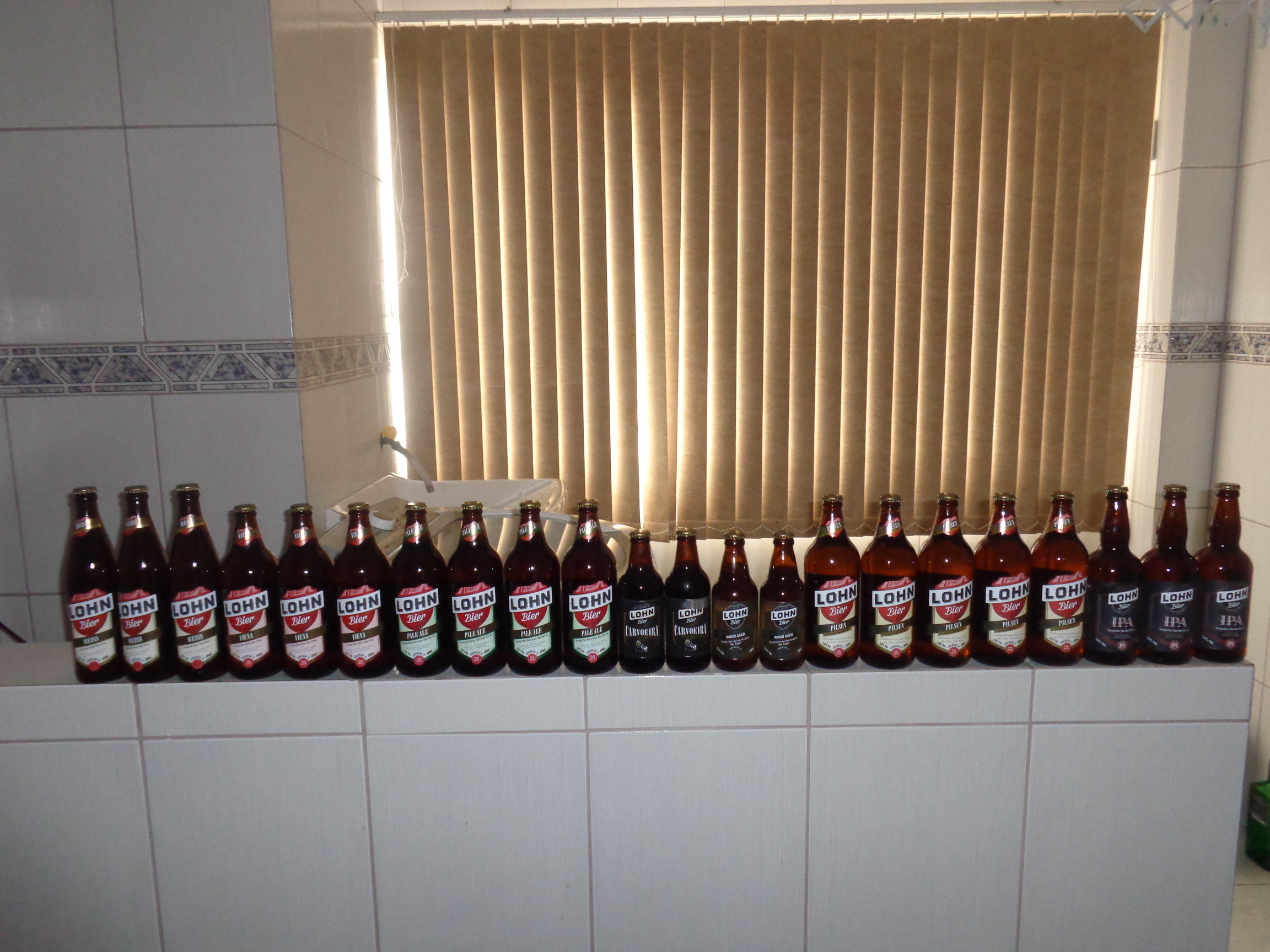
Lohn Bier

Está localizada na margem da rodovia SC-390, próximo à Serra do Rio do Rastro. Um de seus sócios proprietários é o mestre cervejeiro Richard Westphal Brighenti.
Produtora da cerveja artesanal mais premiada do Brasil em 2017 e 2018, a Carvoeira. Em 2017 destacou-se também com a Catharina Sour Uva Goethe, que foi considerada a melhor cerveja do mundo na categoria Flavored Fruit & Vegetable no World Beer Awards, em Londres.
Lançou em 2020 uma cerveja produzida com lúpulo procedente de Santa Catarina, a Green Belly (em português:  Barriga Verde).

## Cervejas premiadas
- Carvoeira World Beer Awards 2017. Country Winner.[5]
- Catharina Sour de Uva Goethe eleita a melhor cerveja do mundo na categoria Flavored Fruit & Vegetable[6]